# Carlo Bernasconi
Carlo Bernasconi (Salisburgo, 15 agosto 1943 – Milano, 6 luglio 2001) è stato un dirigente d'azienda e produttore cinematografico italiano.
Ha collaborato per quasi trent'anni, fino alla morte, alle attività imprenditoriali di Silvio Berlusconi, ricoprendo cariche direttive specialmente nel settore televisivo e cinematografico.

## Carriera
Iniziò la sua carriera lavorando come geometra nel settore dell'edilizia, occupandosi di acquisti per la società di costruzioni Enrico Romagnoli. Dopo una breve esperienza in Olivetti, nel 1973 andò a lavorare nella Italcantieri Srl (fondata il 2 febbraio dello stesso anno, con capitale di 20 milioni di lire), società attiva nel settore edilizio che il 18 luglio 1975 diventò una Spa con capitale di 500 milioni (che in seguito diventarono 2 miliardi); la Italcantieri costruì Milano Due, un centro residenziale nel comune di Segrate. Nello stesso 1975 Silvio Berlusconi diventò presidente della Italcantieri.
Nel 1979 la Fininvest, società di Berlusconi, creò Reteitalia, all'inizio specializzata in acquisizioni di programmi televisivi, e Bernasconi venne chiamato a dirigerla. Reteitalia venne infine chiusa nel 2002, quando il suo capitale ammontava a 52 milioni di euro.
Il gruppo Fininvest estese successivamente le sue attività al settore cinematografico in particolare tramite la società offshore con sede a Malta Silvio Berlusconi Communications di cui Bernasconi fu amministratore delegato; la società operò insieme a Mario e Vittorio Cecchi Gori nella Penta Film. Nel luglio 1986 Reteitalia comprò il 49% della Medusa Cinematografica, società di distribuzione cinematografica. Nell'ottobre 1988 Reteitalia completò l'acquisto dell'intera Medusa Cinematografica.
Il 15 dicembre 1993 l'Immobiliare Orione, del gruppo Fininvest, cambiò denominazione in Mediaset Srl, trasformata in Spa nel 1994, per rilevare il ramo d'azienda di Reteitalia Spa relativo alla gestione dei diritti di sfruttamento televisivi: Bernasconi dal 1994 al 1998 fu consigliere delegato di Mediaset per l'Area Diritti, mentre la presidenza dal 1994 a tutt'oggi è stata ricoperta da Fedele Confalonieri.
Nel 1995 Bernasconi fondò, all'interno del gruppo Fininvest, l'attuale Medusa Film, società di produzione e distribuzione cinematografica e di home video, e ne ricoprì la carica di presidente fino alla sua morte. Successivamente la carica venne affidata a Marina Berlusconi.
Attraverso le società possedute, la Medusa Film estese le sue attività alla gestione di sale cinematografiche e alla realizzazione di cinema multisala, mentre la joint-venture tra Fininvest e Blockbuster per la distribuzione di home video, avviata nel 1994, ebbe termine nel 1999. Nel 2001, alla morte di Bernasconi, il gruppo Medusa era il maggiore del settore in Italia, con una quota di mercato superiore al 20% e un investimento annuo di 100 miliardi di lire.
Come produttore cinematografico Bernasconi produsse tra l'altro, insieme allo statunitense Harvey Weinstein, il film di Giuseppe Tornatore Malèna per il quale tutti e tre furono candidati al premio BAFTA al miglior film non in lingua inglese per il 2000.

### Morte
Bernasconi morì la notte tra il 5 e il 6 luglio 2001, a causa delle condizioni del cuore, aggravatesi repentinamente nel giro di poche settimane: era stato colpito da amiloidosi AL, una rara malattia che richiede cure e ricerche altamente specializzate. Il funerale venne celebrato in forma privata l'8 luglio nella chiesa di Dio Padre a Milano Due.
Lasciò due figli: Federico, allora venticinquenne, laureato in Regia cinematografica a Los Angeles e Veronica, tre anni in più del fratello, redattrice di programmi a Canale 5. Negli ultimi anni della sua vita fu il compagno dell'attrice Eliana Miglio.
Il 20 maggio 2006 venne inaugurato, all'interno del Policlinico Universitario San Matteo di Pavia, il Centro per lo Studio e la Cura delle Amiloidosi Sistemiche Carlo Bernasconi, realizzato anche con il contributo determinante di Medusa Film e di amici e collaboratori di Bernasconi.

## Vicende giudiziarie e inchieste varie

### Inchiesta sulla scalata di Parretti e Fiorini alla MGM
Nel 1990 una cordata di imprenditori italiani, capeggiati da Giancarlo Parretti e Florio Fiorini e appoggiata dalla banca francese Crédit Lyonnais, tentò di scalare la casa cinematografica statunitense Metro-Goldwyn-Mayer ma l'anno dopo l'operazione si risolse in un fallimento che successivamente portò in bancarotta la stessa Crédit Lyonnais. Nel 1992 la Securities and Exchange Commission, la commissione di vigilanza della borsa degli Stati Uniti, aprì un'inchiesta che coinvolse la Fininvest, che aveva appoggiata la tentata scalata in diversi modi. In particolare, il gruppo di Berlusconi si era impegnato il 20 ottobre 1990 ad acquistare i diritti televisivi dei film della Metro-Goldwyn-Mayer per l'Italia e la Spagna al prezzo di 168 milioni di dollari statunitensi, ma Bernasconi ottenne da Fiorini un impegno scritto e mai reso pubblico per l'eventuale riacquisto (poi effettivamente avvenuto) di questi diritti al prezzo di 113 milioni più gli interessi. La segretezza di tale impegno configurava per la legge degli Stati Uniti il reato di frode. Nel gennaio del 1996 la SEC concluse l'inchiesta nei confronti di Fiorini.

### L'acquisto di Medusa Cinematografica
Nell'ottobre del 1995 la Procura della Repubblica di Milano inviò un invito a comparire a Berlusconi, a Bernasconi e ad altri tre manager del gruppo, Adriano Galliani, Giancarlo Foscale (cugino di Berlusconi) e Livio Gironi, per i reati di falso in bilancio e (limitatamente a Berlusconi) di appropriazione indebita relativi all'acquisto della rimanente quota di Medusa Cinematografica avvenuta nel 1988. Secondo il pubblico ministero Margherita Taddei, che già da un anno indagava sui libretti al portatore di Berlusconi, dei 28 miliardi e mezzo di lire pagati ai precedenti proprietari per l'acquisto di Medusa Cinematografica dieci miliardi e duecento milioni vennero restituiti sottobanco e finirono su alcuni libretti al portatore di Berlusconi. Nel mese successivo, il pm Taddei chiese il rinvio a giudizio per tutti e cinque gli indagati. Nel dicembre del 1996 si tenne l'udienza preliminare e nel febbraio del 1997 il giudice per le indagini preliminari Cristina Mannocci decise il rinvio di tutti e cinque gli indagati per falso in bilancio, mentre concesse a Berlusconi la prescrizione del reato per l'accusa di appropriazione indebita. Nell'ottobre dello stesso anno Berlusconi e gli altri imputati versarono di propria iniziativa circa 18 miliardi di lire a Reteitalia, come rimborso dei 10 miliardi e duecento milioni (con gli interessi maturati in 9 anni) che, secondo l'accusa, avrebbero distolto dal bilancio ma continuarono a negare ogni ammissione di colpa (di fatto, versarono il denaro a loro stessi contando di beneficiare delle attenuanti e di far scattare di conseguenza la prescrizione del reato). Da parte sua, durante il processo Bernasconi tentò pure di motivare la somma finita sui libretti di Berlusconi come la restituzione di un vecchio prestito di Luigi Berlusconi (padre di Silvio, morto nel 1989) ai precedenti proprietari della Medusa, che invece negarono tale ricostruzione.
Il 3 dicembre dello stesso anno il processo si concluse con la condanna di Berlusconi a un anno e 4 mesi (condonati per l'amnistia del 1990) e a una multa di 60 milioni di lire (10 condonati) e con la condanna di Bernasconi a un anno e 4 mesi (ugualmente condonati) e a 10 milioni di multa, mentre gli altri tre vennero assolti in quanto avrebbero firmato il bilancio del 1989 senza essere a conoscenza della sopravvalutazione e della restituzione di quella somma (il pm Taddei aveva chiesto un anno e 8 mesi per tutti e cinque). Le attenuanti vennero considerate equivalenti alle aggravanti e, di conseguenza, il periodo della prescrizione del reato venne calcolato in 15 anni per cui non fu applicato tale beneficio. Comunque, Bernasconi beneficiò della sospensione condizionale di tutte le pene mentre Berlusconi, per effetto della multa maggiore, fu escluso da tale beneficio.
Il 9 febbraio 2000 il processo di appello si concluse con l'assoluzione di Berlusconi, la conferma della condanna di Bernasconi a un anno e 4 mesi (già condonati) e dell'assoluzione di Galliani, Foscale e Gironi. La seconda Corte d'appello di Milano ritenne da un lato non provato che Berlusconi avesse conosciuto e approvato il falso in bilancio, dall'altro che Bernasconi avesse agito da solo mentre il sostituto procuratore Ugo Dello Russo aveva chiesto la conferma della condanna di Berlusconi. La Fininvest e la difesa commentarono la sentenza continuando a sostenere la regolarità di tutta l'operazione a dispetto delle testimonianze dei precedenti proprietari.
Il 1º ottobre 2001 la Quinta sezione penale della Corte suprema di cassazione, su richiesta della Procura Generale rappresentata da Carmine Di Zenzo, confermò l'assoluzione di Berlusconi, respingendo il ricorso dei magistrati milanesi. Nei confronti di Bernasconi, morto pochi mesi prima, il reato venne considerato estinto per morte del reo: nell'occasione, i legali di Berlusconi, De Luca e Amodio, ricordarono come il defunto manager avesse rivendicato la sua piena autonomia nell'affare.

### Irregolarità fiscali
Nel gennaio del 1997 la Procura di Milano inoltrò due richieste di rinvio a giudizio per manager o ex manager della Fininvest, per irregolarità fiscali e corruzione; in particolare il pm Taddei chiese il rinvio a giudizio per irregolarità fiscali per Bernasconi.

### Inchiesta per riciclaggio
Nel luglio 1998, mentre era in corso a Palermo il processo a Marcello Dell'Utri per concorso esterno in associazione di tipo mafioso, la locale Procura, guidata da Gian Carlo Caselli, avviò una indagine sulla contabilità delle società al vertice del Gruppo Fininvest. Secondo il finanziere Filippo Alberto Rapisarda, ex-socio di Dell'Utri, nei primi anni '80 l'allora manager di Publitalia '80 avrebbe ottenuto un finanziamento occulto di 20 miliardi di lire dai boss mafiosi Stefano Bontate e Mimmo Teresi, per l'acquisto di pacchetti di film da parte di Reteitalia. L'inchiesta coinvolse anche Bernasconi, in quanto dirigente della società Rea - Reti emittenti associate. Dell'Utri e Berlusconi reagirono querelando Rapisarda e Bernasconi protestò la sua estraneità alla vicenda. Nel marzo del 2000 l'inchiesta per riciclaggio contro Dell'Utri e Bernasconi venne archiviata. L'11 dicembre 2004 il Tribunale di Palermo condannò Dell'Utri a nove anni per concorso esterno in associazione di tipo mafioso e nella sentenza, depositata il 5 luglio 2005, confermò che, da un lato, il gruppo Berlusconi aveva ricevuto finanziamenti «non trasparenti» a cavallo fra gli anni Settanta e Ottanta e, dall'altro, aveva versato «per diversi anni somme di denaro nelle casse di Cosa Nostra».

### Inchiesta sui diritti Mediaset
Nel marzo del 2001 la Procura di Milano avviò un'indagine su Mediaset ipotizzando, tra l'altro, un'evasione delle imposte sui redditi del 1994, realizzata gonfiando i costi degli acquisti dei diritti televisivi di film statunitensi. In particolare, Bernasconi era coinvolto in quanto responsabile della compravendita di diritti cine-televisivi per la Fininvest. Stando ai bilanci ufficiali, questi diritti televisivi non erano stati comprati direttamente ma tramite due società offshore, la Universal One e la Century One; successivamente, nel febbraio del 2004, vennero scoperti dei documenti relativi alle due società dove si prevedeva, tra l'altro, di dare una procura a Bernasconi per fare attività commerciale per procurare introiti alle stesse. Secondo la Procura, rappresentata da Alfredo Robledo e Fabio De Pasquale, queste due società appartenevano al Gruppo Fininvest e nel 1994 a causa della loro mediazione fittizia i costi vennero incrementati di 171 milioni di dollari statunitensi conseguendo tre distinti obiettivi: fare lievitare le spese aziendali, abbattendo gli utili e ottenendo quindi sgravi fiscali, presentare queste spese come investimenti, godendo perciò di ulteriori agevolazioni fiscali previste dalla legge Tremonti (489/1994) e, infine, depositare tali costi sui conti svizzeri di Universal One e di Century One, creando di conseguenza fondi neri all'estero. Nel 2006 il Tribunale di Milano rinviò a giudizio Berlusconi, il presidente di Mediaset Fedele Confalonieri ed altri manager di Mediaset.

### Subornazione del testimone David Mills
Il 2 febbraio 2004 l'avvocato inglese David Mills, che a partire dal 1989 aveva impiantato le società offshore del gruppo Fininvest e che il 20 gennaio precedente aveva ricevuto dal fisco inglese una richiesta di chiarimenti sulle sue dichiarazioni dei redditi, si consultò con il proprio commercialista Bob Drennan, confessando a voce e per mezzo di una lettera firmata e consegnata sul momento, di aver ricevuto da Bernasconi 600 000 dollari (promessi nel 1999 ma fatti entrare in Inghilterra nel 2000) come ricompensa per due sue deposizioni davanti al Tribunale di Milano; in entrambe le deposizioni (la prima tenuta il 20 novembre 1997 nel processo a Berlusconi per le tangenti Fininvest alla Guardia di Finanza, la seconda tra il 12 e il 19 gennaio 1998 nel processo All Iberian per i falsi bilanci Fininvest e i finanziamenti illeciti al leader del Partito Socialista Italiano Bettino Craxi) aveva testimoniato in modo da evitare a Berlusconi un sacco di guai. Di propria iniziativa, Drennan e il suo socio Baker si rivolsero al Serious Fraud Office, l'antiriciclaggio inglese.
Le autorità inglesi informarono la Procura milanese e il 18 luglio del 2004 Mills venne interrogato a Milano dai pm De Pasquale e Robledo che, verso l'una di notte, gli mostrarono la lettera del 2 febbraio diretta a Bob Drennan e ottennero una piena confessione.
Il 7 novembre 2004 Mills si ripresentò alla Procura di Milano e, dopo essersi inutilmente offerto come confidente, consegnò un memoriale dove ritrattava ogni confessione e forniva una versione dei fatti del tutto diversa, affermando che la somma gli era stata data dall'armatore napoletano Diego Attanasio e che lui aveva mentito coinvolgendo Bernasconi e Berlusconi, con dettagli molto circostanziati ma falsi, al posto dell'altro cliente.
Mills sostenne nel memoriale che i 600 000 dollari, frutto della vendita di quote del fondo speculativo «Torrey Global Offshore Fund» erano provenienti da Attanasio, che il 23 luglio 1997 gli aveva affidato 2.050.000 dollari statunitensi. Una volta interrogato dalla Procura, Attanasio negò di aver mai fatta una tale operazione, precisando che in quel periodo era in carcere a Salerno e affermando di avere sempre avuto totale fiducia nell'avvocato inglese al punto di firmargli dei fogli in bianco. Oltre ad Attanasio, altri clienti di Mills come Flavio Briatore (team manager di Formula 1), Marialina Marcucci (editrice) e il fratello di questa Paolo (imprenditore farmaceutico) risultarono coinvolti a loro insaputa nel confuso giro di bonifici dell'avvocato inglese.
Nel novembre del 2005 la Procura di Milano inviò un invito a comparire a Berlusconi per due ipotesi di reato: la corruzione in atti giudiziari del teste e il concorso nella falsa testimonianza addebitata all'avvocato Mills. Nel marzo del 2006 la Procura di Milano chiese il rinvio a giudizio di Berlusconi per corruzione (la falsa testimonianza era caduta in prescrizione).
Nel gennaio del 2009 Mills, rivolgendosi per iscritto al tribunale, chiese scusa a Berlusconi e ad Attanasio e aggiunse che non aveva né incontrato né sentito Bernasconi da una diecina d'anni, quando gli venne in mente di coinvolgerlo.
Dopo aver stralciato la posizione di Berlusconi a causa del Lodo Alfano, il Tribunale di Milano, composto dai giudici Gandus, Dorigo e Caccialanza, nel febbraio del 2009 condannò Mills a 4 anni e 6 mesi (la pubblica accusa aveva chiesto 4 anni e 8 mesi), all'interdizione dai pubblici uffici per 5 anni e inoltre al pagamento alla Presidenza del Consiglio dei ministri, parte civile, di 250 000 euro per il danno causato e di 25 000 per la rifusione delle spese. Il 19 maggio 2009 sono state depositate le motivazioni della sentenza. Il 25 febbraio 2010 la Corte di Cassazione ha dichiarato il reato prescritto ma non ha assolto Mills nel merito. Per questo è stata confermata la sentenza che prevedeva il risarcimento danni d'immagine alla Presidenza del Consiglio dei ministri. Mills è stato anche condannato a pagare le spese giudiziarie pari a 10.000 euro.